# Шектаев, Дмитрий Александрович
Дмитрий Александрович Шектаев (20 августа 1980, Карабаш, Челябинская  область — 22 февраля 2000, Аргунское ущелье, Чечня) — снайпер-разведчик 12-й отдельной бригады специального назначения, младший сержант; Герой России (2000).

## Биография
Родился 20 августа 1980 года в городе Карабаше Челябинской области в русской семье. Детство провёл в посёлке Калья Свердловской области, где окончил среднюю школу. Занимался в военно-патриотическом клубе «Морской пехотинец».
С 1998 — на срочной службе в Вооружённых Силах; служил в 12-й отдельной бригаде специального назначения (г. Асбест, Свердловская область). С ноября 1999 в составе отряда бригады участвовал в боевых действиях в Чеченской Республике.
Утром 22 февраля 2000 года отряд был десантирован с вертолётов в район Аргунского ущелья с задачей провести разведку местности, занять господствующие высоты и обеспечить безопасность прохождения мотострелковых подразделений. Дмитрий Шектаев входил в группу капитана Михаила Чуркина, попавшую в устроенную боевиками засаду. Раненый Чуркин дал команду выносить раненых из-под огня и остался прикрывать отход своих подчинённых; вместе с ним добровольно остался Шектаев. Вдвоём они приняли на себя огонь боевиков; в ходе боя Шектаев погиб от прямого попадания гранаты, позже погиб и капитан Чуркин. За время боя основные силы отряда успели рассредоточиться и затем выбили боевиков с занимаемых позиций.
Указом Президента Российской Федерации от 26 июля 2000 года за мужество и героизм, проявленные в ходе контртеррористической операции в Северо-Кавказском регионе, младшему сержанту Шектаеву Дмитрию Александровичу присвоено звание Героя Российской Федерации (посмертно).
Похоронен на кладбище в родном посёлке Калья.

## Награды
- медаль «Золотая Звезда» Героя России (26.7.2000, № 693)

## Память
В посёлке Калья:
- высажена Аллея Памяти Героя России Д. А. Шектаева,
- памятный бюст Герою России Д. А. Шектаеву открыт 1 сентября 2010 года (п. Калья, ул. Комарова 13а)[1][2],
- имя Д. А. Шектаева носят военно-патриотический клуб «Морской пехотинец»[3], МОО «Союз ветеранов спецназа ГРУ» имени Героя Д. А. Шектаева[4], средняя общеобразовательная школа № 14.

в Асбесте:
- имя Д. А. Шектаева высечено на памятнике погибшим воинам, установленном на территории 12-й отдельной бригады специального назначения
- установлен бюст Д. А. Шектаева.